# European Film Awards 2014
La cerimonia di premiazione della 27ª edizione degli European Film Awards si è svolta il 13 dicembre 2014 a Riga.
Le candidature dei premi maggiori (film, commedia, regista, attrice, attore, sceneggiatura) sono state annunciate l'8 novembre nel corso del Festival del cinema europeo di Siviglia ; in questa sede sono stati annunciati anche i vincitori delle categorie tecniche (fotografia, montaggio, scenografia, costumi, colonna sonora, sonoro).
Il film che conquista più riconoscimenti è il film polacco Ida che, nominato in tutte le categorie principali tranne quella per il miglior attore (ma con due nomination per la migliore attrice), finisce per aggiudicarsi il premio per il miglior film, per la regia, per la sceneggiatura per la fotografia conquistando anche il premio del pubblico; i riconoscimenti per gli attori sono invece andati a Marion Cotillard per Due giorni, una notte e a Timothy Spall per Turner: entrambi erano alla loro seconda nomination.
La mafia uccide solo d'estate conquista il premio come migliore commedia europea mentre L'arte della felicità è il primo film d'animazione italiano nella storia del premio ad aggiudicarsi il premio nella sua categoria.

## Vincitori e candidati
I vincitori sono indicati in grassetto, a seguire gli altri candidati.
 Miglior film 
- Ida, regia di Paweł Pawlikowski ( Polonia)
- Forza maggiore (Force majeure), regia di Ruben Östlund ( Svezia/ Danimarca/ Francia/ Norvegia)
- Leviathan (Leviafan), regia di Andrej Petrovič Zvjagincev ( Russia)
- Nymphomaniac, regia di Lars von Trier ( Danimarca/ Regno Unito/ Francia/ Belgio)
- Il regno d'inverno - Winter Sleep (Kış Uykusu), regia di Nuri Bilge Ceylan ( Turchia/ Francia/ Germania)

 Miglior commedia 
- La mafia uccide solo d'estate , regia di Pierfrancesco Diliberto ( Italia)
- Carmina y Amén, regia di Paco León ( Spagna)
- Le Week-End, regia di Roger Michell ( Regno Unito)

 Miglior regista 
- Paweł Pawlikowski - Ida
- Nuri Bilge Ceylan - Il regno d'inverno - Winter Sleep (Kış Uykusu)
- Steven Knight - Locke
- Ruben Östlund - Forza maggiore (Force majeure)
- Paolo Virzì - Il capitale umano
- Andrey Zvyagintsev - Leviathan (Leviafan)

 Miglior attrice 
- Marion Cotillard - Due giorni, una notte (Deux jours, une nuit)
- Marian Alverez - La herida
- Valeria Bruni Tedeschi - Il capitale umano
- Charlotte Gainsbourg - Nymphomaniac
- Agata Trzebuchowska - Ida
- Agata Kulesza - Ida

 Miglior attore 
- Timothy Spall - Turner (Mr. Turner)
- Brendan Gleeson - Calvario
- Tom Hardy - Locke
- Alexey Serebryakov - Leviathan (Leviafan)
- Stellan Skarsgård - Nymphomaniac

 Miglior sceneggiatura 
- Paweł Pawlikowski e Rebecca Lenkiewicz - Ida
- Ebru Ceylan e Nuri Bilge Ceylan - Il regno d'inverno - Winter Sleep (Kış uykusu)
- Steven Knight - Locke
- Jean-Pierre e Luc Dardenne - Due giorni, una notte (Deux jours, une nuit)
- Andrej Zvjagincev e Oleg Negin - Leviathan (Leviafan)

 Miglior fotografia 
- Łukasz Żal e Ryszard Lenczewski - Ida

 Miglior montaggio 
- Justine Wright - Locke

 Miglior scenografia 
- Claus-Rudolf Amler - The Dark Valley (Das Finstere Tal)

 Migliori costumi 
- Natascha Curtius-Noss - The Dark Valley (Das Finstere Tal)

 Miglior colonna sonora 
- Mica Levi - Under the Skin

 Miglior rivelazione 
- The Tribe (Plemya), regia di Myroslav Slaboshpytskiy (Ucraina)
- 10.000 Km, regia di Carlos Marques-Marcet (Spagna)
- '71, regia di Yann Demange (Regno Unito)
- Party Girl, regia di Marie Amachoukeli, Claire Burger e Samuel Theis (Francia)
- La herida, regia di Fernando Franco (Spagna)

 Miglior sonoro 
- Joakim Sundström - Starred Up

 Miglior documentario 
- Der Banker: Master of the Universe, regia di Marc Bauder (Germania/Austria)
- Just the Right Amount of Violence (I kærlighedens navn), regia di Jon Bang Carlsen (Danimarca)
- Of Men and War, regia di Laurent Bécue-Renard (Francia/Svizzera)
- Sacro GRA, regia di Gianfranco Rosi (Italia/Francia)
- Waiting for August, regia di Teodora Ana Mihai (Austria)
- We Come as Friends, regia di Hubert Sauper (Belgio)

 Miglior film d'animazione 
- L'arte della felicità, regia di Alessandro Rak ( Italia)
- Jack et la Mécanique du cœur, regia di Stéphane Berla e Mathias Malzieu ( Francia/ Belgio)
- Minuscule - La valle delle formiche perdute (Minuscule: La Vallée des fourmis perdues), regia di Hélène Giraud e Thomas Szabo ( Francia/ Belgio)

 Miglior cortometraggio 
- The Chicken, regia di Una Gunjak (Germania)
- Panique au village : la bûche de Noël, regia di Vincent Patar e Stéphane Aubier (Belgio/Francia)
- Daiy Bread, regia di Idan Hubel (Israele)
- Dinola, regia di Mariam Khatchvani (Georgia)
- Hätäkutsu, regia di Hannes Vartiainen e Pekka Veikkolainen (Finlandia)
- Pequeño bloque de cemento con pelo alborotado conteniendo el mar, regia di Jorge Lopez Navarette (Spagna)
- Pride, regia di Pavel Vesnakov (Bulgaria)
- Shipwreck, regia di Morgan Knibbe (Paesi Bassi)
- Ich hab noch Auferstehung, regia di Jan-Gerrit Seyler (Germania)
- Lato 2014, regia di Wojciech Sobczyk (Polonia)
- Taprobana, regia di Gabriel Abrantes (Portogallo)
- The Chimera of M., regia di Sebastian Buerkner | (Regno Unito)
- The Missing Scarf, regia di Eoin Duffy (Irlanda)
- Fal, regia di Simon Szabó (Ungheria)
- Hvalfjörður, regia di Guðmundur Arnar Guðmundsson (Islanda)

 Premio del pubblico 
- Ida, regia di Paweł Pawlikowski (Polonia)
- Due giorni, una notte (Deux jours, une nuit), regia di Jean-Pierre e Luc Dardenne (Belgio/Francia/Italia)
- La bella e la bestia (La belle & la bête), regia di Christophe Gans (Francia)
- Nymphomaniac - Director's Cut, regia di Lars von Trier (Danimarca)
- Philomena, regia di Stephen Frears (Regno Unito)
- Il centenario che saltò dalla finestra e scomparve (Hundraåringen som klev ut genom fönstret och försvann), regia di Felix Herngren (Svezia)

 Young Audience Award 
- Spijt!, regia di Dave Schram (Paesi Bassi)
- MGP missionen, regia di Martin Miehe-Renard (Danimarca)
- Windstorm - Liberi nel vento (Ostwind - Grenzenlos Frei), regia di Katja von Garnier (Germania)

 Premio alla carriera 
- Agnès Varda

 Miglior contributo europeo al cinema mondiale 
- Steve McQueen

 Miglior co-produttore europeo 
- Ed Guiney